# Máscara de cristal
Máscara de cristal (en hangul, 유리의 성; en hanja, 玻璃의 城) es una serie de televisión surcoreana emitida entre 2008-2009 y protagonizada por Yoon So-yi, Lee Jin Wook y Kim Seung Soo.
Fue trasmitida por Seoul Broadcasting System desde el 6 de septiembre de 2008 al 1 de marzo de 2009, con una longitud de 51 episodios emitidos cada sábados y domingos a las 20:50 (KST).

## Sinopsis
Narra la vida de Jung Min Joo, una mujer pobre, pero ambiciosa y trabajadora, lo cual le facilita el camino para convertirse en una reportera de noticias en la ficticia cadena de televisión «JBC Networks». 
Cuando conoce a su futuro marido, de ser una chica que aspiraba a convertirse en una gran reportera pasa a ser una mujer casada que se enfrenta con la familia de su marido, pero por desgracia su matrimonio falla y se divorcia. Tras esto, ocurren una serie de hechos que la hacen darse cuenta de que se casó con el por riqueza, no por amor.

## Reparto

### Principal
- Yoon So-yi como Jung Min-joo.
- Lee Jin Wook como Sung Joon Kim.
- Kim Seung Soo como Park Seok Jin.[2]

### Secundario
- Lee Hye Sook como Han Yang Sook.
- Lee Han-wi como Son Dong-sik.
- Han Yeo Reum como Kang Hye Young.
- Shin Dong Woo como Son Kang Min.
- Park Geun Hyung como Kim Doo Hyung.
- Park Won Sook como Yoon En Kyung.
- Jang Hyun-sung como Kim Gyu-sung.
- Yang Jung Ah como Oh Yoo Ran.
- Yoo Seo Jin como Kim Joon Hee.
- Jung Jae Soon como Yoon In Suk.
- Lee Joo Yeon como Park Seul Ki.
- Jung Jin Moo como Jang Tae Soo.
- Kim Sun Hwa como Chun Ok Ja.
- Song Ji Eun como Song Ji Yeon
- Yoon Ah Jung como Lee Joo Hee.
- Jung Da Young como Seo Ye Kyung.
- Seo Jin Wook como Min Ji Hwan.
- Yoo Tae Woong como Lee Hyung Suk.
- Song Seo Yeon como Song Ji Yeon.
- Kang Chan Yang como Kang Mi Ae.
- Lee Sol Gu como Secuestrador.

## Premios y nominaciones
| Año  | Categoría                               | Premio          | Nominado       | Resultado |
| ---- | --------------------------------------- | --------------- | -------------- | --------- |
| 2009 | Best Supporting Actor in a Serial Drama | SBS Drama Award | Jang Hyun-sung | Nominado  |